# 100735 Alpomořanská
100735 Alpomořanská è un asteroide della fascia principale. Scoperto nel 1998, presenta un'orbita caratterizzata da un semiasse maggiore pari a 2,3722538 UA e da un'eccentricità di 0,1264570, inclinata di 3,98354° rispetto all'eclittica.
L'asteroide è dedicato alla regina di Boemia Elisabetta di Pomerania (Alžběta Pomořanská in ceco).